# Lignophliantis pyrifera
Lignophliantis pyrifera är en kräftdjursart som beskrevs av J. L. Barnard 1969. Lignophliantis pyrifera ingår i släktet Lignophliantis och familjen Eophliantidae. Inga underarter finns listade i Catalogue of Life.